# Ève Chiapello
Ève Chiapello (Lyon, Francia, 2 de abril de 1965) es una socióloga francesa. Ha estudiado cómo el capitalismo financiero moviliza a sus críticos para mantener su funcionamiento a través de diversos dispositivos.

## Biografía
Chiapello es directora de la Escuela de Altos Estudios en Ciencias Sociales, después de haber sido profesora del departamento de Contabilidad en la Escuela de Altos Estudios Comerciales de París. Fue profesora de Sociología económica en este mismo centro entre 1994 y 2003.
Se dio a conocer por la publicación en 1999 de El nuevo espíritu del capitalismo, coescrito con el también sociólogo francés Luc Boltanski. En él, sus autores siguen la estela de Max Weber para analizar los cambios que desde los años 60 se han producido en el modelo capitalista.
Es asimismo autora de multitud de estudios para la Escuela de Altos Estudios Comerciales. También ha publicado su obra en inglés. Es autora de artículos y estudios sobre organizaciones culturales, sociología de las formas contables y temas de gestión empresarial.

## Algunas publicaciones

### En castellano
- (con Luc Boltanski) El nuevo espíritu del capitalismo (2002), Madrid, Akal. ISBN 978-84-460-1558-1

### En francés
- Artistes versus managers. Le management culturel face à la critique artiste, Paris, Éditions Métailié, 1998.

#### En colaboración
- (con Patrick Gilbert), Sociologie des outils de gestion - Introduction à l'analyse sociale de l'instrumentation de gestion, Paris, La Découverte, 2013.
- (con Luc Boltanski), Le Nouvel esprit du capitalisme, Paris, Gallimard, NRF-Essais, 1999.

### Otros idiomas
- (en inglés) (con Annick Bourguignon), The role of criticism in the dynamics of performance evaluation systems, Cergy-Pontoise, Groupe ESSEC, 2003.